# Personnage lançant une pierre à un oiseau
Personnage lançant une pierre à un oiseau est un tableau réalisé par le peintre espagnol Joan Miró en 1926 à Mont-roig del Camp. Cette huile sur toile surréaliste est conservée au Museum of Modern Art, à New York.